# Сурамский перевал
Сурамский перевал (груз. სურამის უღელტეხილი) — горный перевал Лихского (Сурамского) горного хребта (соединяет Большой Кавказ с Малым) на территории нынешней Грузии. Является самым низким перевалом данного хребта (высота 949 метров над уровнем моря).
Через перевал проходят автомобильное шоссе и железная дорога (участок Хашури — Зестафони). В 1932 году этот железнодорожный участок был электрифицирован и на нём началась эксплуатация первых в Советском Союзе электровозов.

## Железная дорога

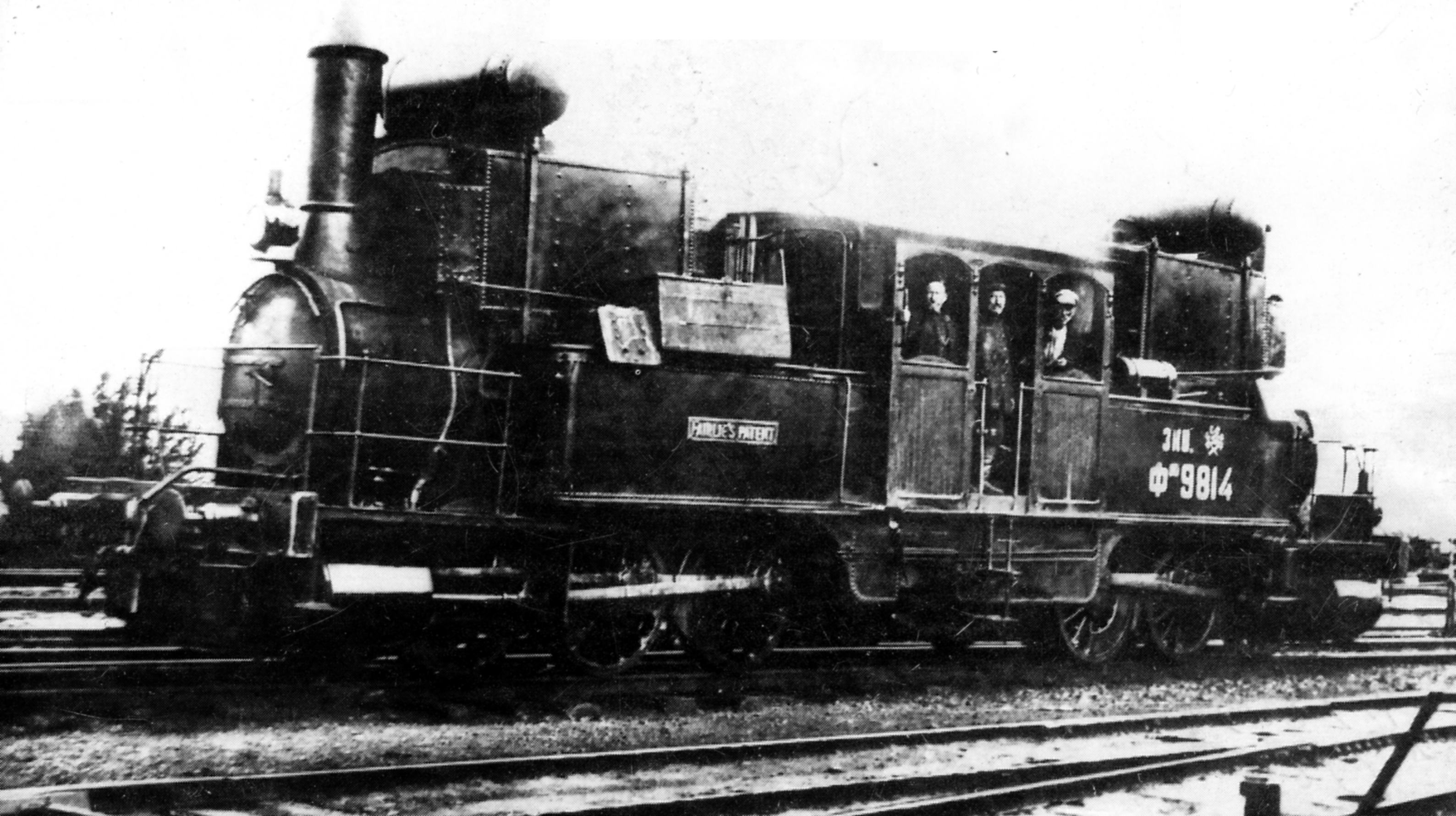
Паровоз Ф системы Ферли

Железнодорожное сообщение через Сурамский перевал было открыто в 1872 году. Этот участок пути (входил в состав Поти-Тифлисской железной дороги) был построен по облегчённым техническим условиям и имел подъёмы до 46 ‰, а минимальный радиус кривых — 100 м. Работали на данном участке сочленённые паровозы серии Ф типа 0-3-0—0-3-0. В конце 1880-х, когда резервы повышения пропускной и провозной способности данного участка оказались полностью исчерпаны, были проведены работы по смягчению частичного профиля пути, в числе которых было и пробивка Сурамского тоннеля длиной около 4 км между станциями Лихи и Ципа. В 1890 году эти работы были завершены и, благодаря им, максимальная величина подъёма была снижена до 29 ‰, а минимальный радиус кривых увеличился до 150 м.
В связи с дальнейшим ростом перевозок и необходимости постепенного исключения из инвентаря паровозов Ферли, некоторые из которых работали уже свыше 50 лет, на участок были отправлены паровозы типа 0-5-0 серии Э, которые к 1924 году стали выполнять основную поездную работу, обслуживая поезда двойной и тройной тягой. На особо тяжёлых участках пути к ним присоединялись толкачи, которыми являлись паровозы Ф и Ч (тип 0-4-0). К концу 1920-х участок обслуживали 42 паровоза.

### Электрификация участка

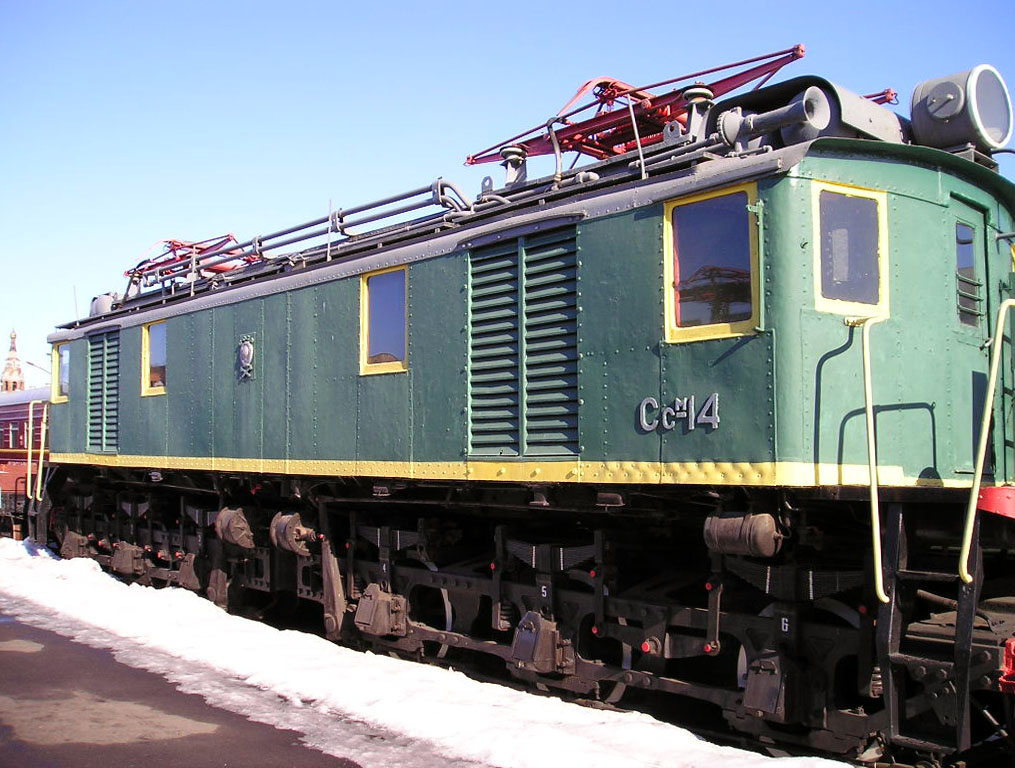
Электровоз С_{С}

В 1928 году были начаты работы по сооружению гидроэлектростанций (на реках Кура и Риони), высоковольтных линий электропередачи, контактной сети и подстанций. Напряжение тока на участке было принято равным 3000 В. Параллельно с этим было усилено верхнее строение пути, что позволяло применять локомотивы с осевыми нагрузками 22 тс. Все работы по электрификации были закончены в 1932 году и 2 августа того же года состоялась обкатка первого в СССР электровоза — С10-01 американского производства (фирма «Дженерал Электрик» (ДЖИИ)), а 16 августа официальное открылось движение электровозов через Сурамский перевал. Вскоре на участок, помимо электровозов С, стали поступать электровозы серий Си (итальянская фирма «Техномазио Итальяно Броун Бовери» (ТИББ)) и Сс (заводы Коломенский и «Динамо») — всего 17 электровозов (т. н. Сурамского типа), которые полностью заменили паровозы в поездной работе, то есть 1 электровоз заменил 2,5 паровоза. Электровозы имели рекуперативное торможение, активно применять которое на участке позволяла схема питания контактной сети: трёхфазный двигатель переменного тока, получавший питание от внешней электрической цепи, приводил во вращение генератор постоянного тока на напряжение 3000 В.
Летом 1933 года на участок поступил для испытаний первый электровоз советской конструкции — ВЛ19, который по факту испытаний оказался менее пригоден для тяговой работы на перевале относительно электровозов серий С.
С 1934 года на участке проходил испытания и в дальнейшем работал первый в СССР пассажирский электровоз серии ПБ21.
С 1953 года на участок стали поступать для опытной эксплуатации электровозы ВЛ8, которые вскоре и заменили все электровозы серий С. В 1975 году на перевал поступил для испытаний электровоз ВЛ11-001. Из других известных локомотивов на Сурамском перевале испытывались электровозы ВЛ10, ВЛ10У, ВЛ15, 4Е10. Также на Сурамском перевале летом 2010 года проходил испытания электропоезд ВМК, построенный объединением «Вагоностроительная Компания» в городе Рустави.